# Indeep
Pour les articles homonymes, voir In Deep.
Indeep est un groupe de disco-funk américain créé en 1982 à New York par Réjane Magloire et Michael Cleveland. Ils ont remporté un franc succès notamment grâce au titre Last Night a D.J. Saved My Life. Le groupe a sorti plusieurs autres singles comme When Boys Talk ou Buffalo Bill avant de se séparer en 1984. L'une des deux choristes, Réjane Magloire connaîtra un certain succès en rejoignant la formation belge de techno-house Technotronic.
Michael Cleveland n'est pas remonté sur scène avec Indeep depuis les années 1980, à part un spectacle lors de l'émission La Fureur en 1997 sur TF1, chaîne de télévision française.
En 2011, Peter A. Mercury, compositeur et producteur depuis les années 1990, a finalement convaincu Michael Cleveland de reformer le groupe, Magloire et Ramsey étant remplacées par Beckie Bell et WiX.